# Tagoropsis rougeoti
Tagoropsis rougeoti är en fjärilsart som beskrevs av Fletcher 1968. Tagoropsis rougeoti ingår i släktet Tagoropsis och familjen påfågelsspinnare. Inga underarter finns listade i Catalogue of Life.